# رانية
رانية (بالكردية: ڕانیە، Ranyê‏) بلدة في إقليم كردستان العراق، ومركز قضاء في محافظة السليمانية.

## التسمية
يعود أصل التسمية من كلمات «ري» و«نيه» باللغة الكردية والتي تعني «لا طريق» لأن حين إنشاء هذه البلدة کان الطرق المؤدية للمدينة غير معبدة ووعرة.[بحاجة لمصدر] تعرف أيضًا ب«بوابة الانتفاضة» إشارة إلی إن رانية کانت نقطة بداية انطلاقة الانتفاضة الكردية في شمال العراق ضد النظام السابق في 5 آذار / مارس عام 1991.

## توأمة
لرانية اتفاقيات توأمة مع:
- دولوث